# 大沢舞子
大沢 舞子（おおさわ まいこ、1979年7月5日 - ）は、日本の元グラビアアイドル、女優。

## 略歴
- 北海道生まれ。後に東京都福生市に転居。
- 青山学院女子短期大学卒業。
- 1999年5月、みなみ名義にて写真集『TOKYO No.1 CAST』でデビュー。更に『アルテミッシュNIGHT』（テレビ東京）の「ラップ治療院」のコーナーに出演。
- その後、スターダストプロモーションに移籍し、大沢舞子と改名。
- 2002年、同事務所の朝比奈えり、いとうあいこ、肘井美佳、福岡サヤカとビジュアルユニット「Chao」を結成。バラエティ、ドラマ、舞台等へ活動の場を広げる。
- 2005年以降、目立った芸能活動は見られなかったが、2006年8月に肘井美佳のブログにて消息が伝えられた[2]。
- 『FLASHエキサイティング』（光文社）2008年9月15日号にて会社員と結婚して1年程経ち、男児をもうけたという記事が記載された。

## 人物
- 写真集『TOKYO No.1 CAST』の帯書きによると短大在学中に新宿のキャバクラ「ネオ歌舞伎屋」に源氏名「みなみ」で在籍していたとある。一方で短大の授業、特に1年次にはほぼ全て出席する程の真面目さを持っていたとのこと。
- バストサイズが100cmを超えたのは短大入学後で、体型維持のために毎日腹筋を100回やっていた。
- 趣味はカラオケ。特技は水泳、トランペット、日舞、パン作り、ビリヤード。中学時代は水泳部の部長で背泳ぎの選手だった。トランペットの先生とは親しくし先生の結婚式に招待される。
- マンガ『タッチ』の浅倉南に憧れ、高校時代は野球部のマネジャーを務めた（芸名「みなみ」の由来）。

## 出演

### テレビドラマ
- 私だってキレるわよ! 〜噂の女〜（2001年、TBS)
- Shin-D チェリー（2001年、日本テレビ）
- またのお越しを（2003年、TBS）
- 土曜ワイド劇場「炎の警備隊長・五十嵐杜夫」（2003年、テレビ朝日）
- 恋する日曜日 〜そして僕は途方に暮れる〜（2003年、BS-i）
- R.P.G.〜作られた家族の秘密〜（2003年、NHK）- 今井直子 役
- 女金融道（2003年、TBS）
- 女と愛とミステリー「監察医・篠宮葉月 死体は語る4」（2004年、テレビ東京）
- 樋口一葉物語（2004年、TBS）

### バラエティ
- アルテミッシュNIGHT（2000年、テレビ東京）
- あんたにグラッツェ!（2002年、NTV)
- 南国楽園ショー（2002年、フジテレビ）
- お厚いのがお好き?（2003年、フジテレビ）
- 世界プチくら!（2003年、テレビ朝日）
- トゥナイト2

### 舞台
- Kiss me you（2002年）- ゲスト出演

### ラジオ
- 伊集院光 深夜の馬鹿力（TBS）- Chaoとしてゲスト出演
- 吉田照美のやる気MANMAN!（2002年6月、QR）
- 谷村新司、ばんばひろふみのセイヤング（12月、QR）

### 写真集
- TOKYO NO.1 CAST（1999年、ソフトガレージ）- みなみ名義
- J（2000年、彩文館出版）- みなみ名義
- MOMENT（2000年、ケイエスエス）- みなみ名義
- MAIKO（2002年、学研）

### イメージビデオ
- Final Beauty（1999年10月、竹書房）- みなみ名義
- All About You（2000年、ラインコミュニケーションズ）- みなみ名義
- MOMENT（2000年、ケイエスエス）- みなみ名義
- Birth 大沢舞子（2001年、デジキューブ）
- Iris（2002年7月3日[3]、キングレコード）- Chaoレーベル
- DC（ディレクターズカット）第1弾（2002年、学研「BOMB」）

### 雑誌
- ホットドッグプレス
- スコラ
- BOMB
- サブラ
- サブラ増刊 the girls' excellent
- 週刊現代
- ザ・ベストマガジン
- ザ・ベストSpecial
- フライデー
- 月刊アサヒ芸能エンタメ!
- The Oily Girls SUPREME COLLECTION
- ヤングマガジン
- ヤングサンデー
- アップトゥボーイ
- FLASH
- 週刊プレイボーイ
- PENTHOUSE
- ファイヤー
- ガツン!
- ACTRESS
- DOPE
- iCupid
- Exciting
- まるごとコスプレ
- WOoooo! マガジンウォー
- WOoooo! B組